# سیستم عامل اینترنت ورک سیسکو
سیستم عامل اینترنت ورک سیسکو (به انگلیسی: Cisco Internetwork Operating System) به صورت کوتاه IOS خانواده ای از سیستم عامل‌های شبکه است که در بسیاری از روترهای سیسکو و سوئیچ‌های شبکه فعلی سیسکو استفاده می‌شود. پیش از این، سوئیچ‌های سیسکو CatOS را اجرا می‌کردند. آی‌اواس بسته‌ای از توابع مسیریابی، سوئیچینگ، کار اینترنتی و مخابرات است که در یک سیستم عامل چندوظیفه ای یکپارچه شده‌است و کارهای مسیریابی و سوییچینگ را انجام می‌دهد. اگرچه پایه کد آی‌اواس شامل یک هسته چندوظیفه ای مشترک است، اکثر ویژگی‌های آی‌اواس برای استفاده در محصولات سیسکو به هسته‌های دیگر مانند کیوان‌ایکس و لینوکس منتقل شده‌اند.
همه محصولات سیسکو IOS را اجرا نمی‌کنند. استثناهای قابل توجه عبارتند از محصولات امنیتی سیسکو ای‌اس‌ای که دارای سیستم عامل مشتق شده از لینوکس هستند، روترهای حامل که آی‌اواس-ایک‌آر و سوئیچ نکسوز سیسکو را اجرا می‌کنند و محصولات سوئیچ FC که سیسکو ان‌ایکس-اواس را اجرا می‌کنند.

## تاریخچه
سیستم عامل شبکه در دهه ۱۹۸۰ برای روترهایی که تنها ۲۵۶ روتر داشتند توسعه یافت حافظه کیلوبایت و قدرت پردازش کم واحد پردازش مرکزی(CPU). از طریق پسوندهای ماژولار، آی‌اواس با افزایش قابلیت‌های سخت‌افزاری و پروتکل‌های شبکه جدید سازگار شده‌است. هنگامی که IOS توسعه یافت، خط تولید اصلی سیسکو سیستمز روترها بودند. این شرکت تعدادی از شرکت‌های جوان را خریداری کرد که روی سوئیچ‌های شبکه متمرکز بودند، مانند مخترع اولین سوئیچ اترنت Kalpana، و در نتیجه سوئیچ‌های سیسکو IOS را اجرا نکردند. سری سیسکو کاتالیست برای مدتی CatOS را اجرا می‌کند. در سوئیچ‌های شبکه شاسی مدولار اولیه سیسکو، ماژول‌هایی با قابلیت‌های مسیریابی لایه ۳ دستگاه‌های جداگانه‌ای بودند که IOS را اجرا می‌کردند، در حالی که ماژول‌های سوئیچ لایه ۲ CatOS را اجرا می‌کردند. سیسکو در نهایت حالت بومی را برای شاسی‌ها معرفی کرد، به طوری که آنها فقط یک سیستم عامل را اجرا می‌کنند. برای سوئیچ‌های Nexus، سیسکو NX-OS را توسعه داد که شبیه IOS است، با این تفاوت که مبتنی بر لینوکس است.